# 树上的男爵
《树上的男爵》（義大利語：Il barone rampante）是意大利作家伊塔罗·卡尔维诺于1957年出版的小说，與《分成兩半的子爵》和《不存在的騎士》合組為小說集《我們的祖先》，是三部曲中的第二部。該小說讲述了一個男爵12歲起就棲息在樹上度過餘生，始終不願回到大地上的故事。

## 更多閱讀
- Pacini, Giulia. . Romance Studies. 2014, 32 (1): 57–68  [2020-08-04]. ISSN 0263-9904. doi:10.1179/0263990413z.00000000058. （原始内容存档于2019-04-28）.